# Brad Dalton
Bradley Dalton, detto Brad (Sydney, 12 settembre 1959), è un ex cestista australiano.
È il fratello di Mark Dalton e di Karen Dalton.

## Carriera
Con l'Australia ha disputato due edizioni dei Giochi olimpici (Los Angeles 1984, Seul 1988) e due dei Campionati mondiali (1982, 1986).